# A Világjárás Hősei
A Világjárás Hősei egy 1930-as/1940-es évekbeli magyar, útleírásokat tartalmazó könyvsorozat volt. Az egyes kötetek A Világ Körül – Útirajzok-útikalandok, illetve Kalandos Utazások sorozatcímmel is megjelentek.

## Története
A magyar nyelvű útleírások sorozatszerű közreadásának volt korábban már előzménye. A nagy sikerű Magyar Földrajzi Társaság Könyvtára 1902-től egészen 1943-ig jelent meg, és számos magyar vagy külföldi utazó utazási élményeit adta közre. Az 1920-as években két ilyen sorozat volt A Hat Világrész és a Világjárók.
Hasonlót indított a Dante Könyvkiadó az 1930-as években. A sorozatnak volt olyan kötete, amely még 1941-ben megjelent.
Az összességében több ezer oldal terjedelmű sorozat a Föld legkülönbözőbb, kultúr- és természeti népek által lakott, olykor lakatlan részeit mutatta be magyar és külföldi utazók útleírásain keresztül. Így sor került többek között a Maláj-félsziget, Afganisztán, Etiópia, Vanuatu (Új-Hebridák), Marokkó, Egyiptom, Marquises-szigetek, Mongólia, Antarktisz, Szumátra, a Szovjetunió, Brazília, Kína, és Chile egyes vidékeinek bemutatására.
Az egyes köteteket több, az adott szerző által készített fekete-fehér fénykép, néhol 1-1 térkép illusztrálta.
A sorozat kiadójaként néhol az Utazási Könyvek Kiadóhivatal volt feltüntetve. Az egyes köteteket kiadási évét – az 1920/1930-as években megszokott módon – nem minden esetben nyomtatták rá a címlapokra.
A sorozat kötetei (legalább 32 db) nem kaptak sorszámot, megjelenési sorrendjük ezért nehezen állapítható meg.

## Borítóváltozatok
Az eredeti („A Világjárás Hősei”) vászonborító kék színű volt, amelyen szélességi-hosszúsági fokhálózat, középen pedig egy földgömb szerepelt. A földgömb felső részén egy jegesmedve, alul egy zebra állt.
A Világ Körül-féle sorozatborító piros színű volt, bal közepéből sarkából a jobb felső sarkába átlós irányban citromsárga csíkozással, rajta földgömbbel. A sorozat címe ugyanilyen citromsárga színű kapitális betűkkel a földgömb alá került nyomtatva. Ennek létezett világosbarna vagy zöld hátterű, fehér vagy fekete csíkozású változata is.
Előfordultak ritkábban egyedi vászon és papír védőborítós vagy teljesen papírkötéses változatok is.
A Kalandos Utazások zöldeskék vászonborítóval jelentek meg. Ennek felső részén arany mezőben kapitális betűkkel a sorozat címe szerepelt, alatta-fölötte több, arany színű vékony csík vízszintesen. A borító alján, középen arany mezőben zöldeskék hajó embléma volt.

## Az egyes kötetek

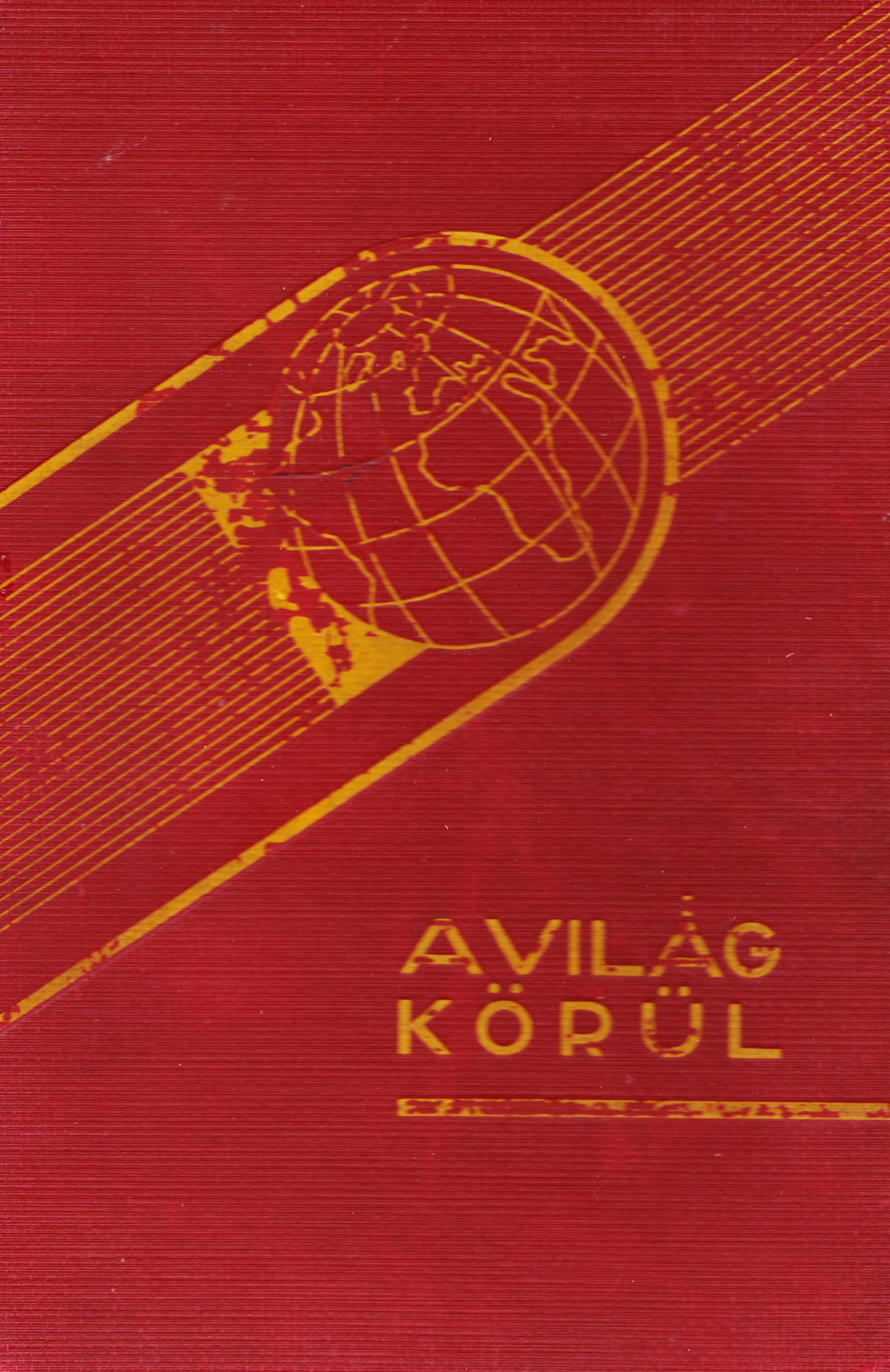
A Világ Körül-féle sorozatborító

A lista az adathiány, és egyes kötetek ritkasága miatt nem biztos, hogy teljes:
- 1931: A. E. Johann: 40.000 kilométer az ismeretlen Ázsián keresztül, fordította: Benedek Marcellné[21]
- 1931: Karl Angebauer: Ovambo – 15 év Délnyugatafrikában, fordította: Szirmay Józsefné[22]
- 1931: Martin Johnson: A kannibálok szigetén, fordította: Halász Gyula[8]
- 1931: Richard Halliburton: Üres zsebbel a világ körül, fordította: Fodor Erzsébet[23]
- 1931: Fritz Ohle: Az ismeretlen Szaharában, fordította: Z. Tábori Piroska[24]
- 1932:[25] Aleko E. Lilius: Kalózvilág a kínai vizeken, fordította: Szirmay Józsefné[26]
- 1932:[25] Carveth Wells: A maláji dzsungelben, fordította: Halász Gyula[27]
- 1932: Ernst F. Löhndorff: Az óceán pokla, fordította: Z. Tábori Piroska[28]
- 1932: Fridtjof Nansen: Utazás az úszó jégen I-II., fordította: Zigány Árpád[29]
- 1932: G. Stratil-Sauer: Az afgánok fogságában, fordította: Wiesner Juliska[30]
- 1932: Greenhorn: Három világrész csavargója, fordította: Lengyelné Vértes Lenke[31]
- 1932: Jakob Wassermann: Bula Matari (Stanley élete), fordította Benedek Marcellné[32]
- 1932: Richard Halliburton: Ujra felfedezem Délamerikát, fordította: Benedek Marcell[33]
- 1932: Richard Katz: Panamától a Tűzföldig, fordította: Görög Imre[34]
- 1932: Wilhelm Munnecke: Hagenbeck munkában, fordította: Benedek Marcellné[35]
- 1932:[25] Roy Chapman Andrews: A sarkoktól az egyenlitőig, fordította: Havas József[36]
- 1932:[25] Fritz Ohle: Az idegenlégió karavánja, fordította: Benedek Marcellné[37]
- 1932:[25] Frederick O'Brien: A haldokló szigetvilág, fordította: Fodor Erzsébet[38]
- 1932:[25] W. B. Seabrook: Harcos beduinok között, fordította: Havas József[39]
- 1933?:[25] Henry de Monfreid: Rejtelmes Abesszinia, fordította: Wiesner Juliska[40]
- 1933:[25] Sir Ernest Shackleton: A déli sark hajótöröttjei, fordította: Halász Gyula[41]
- 1935:[25] Attilio Gatti: Musungu, fordította Déry Tibor[42]
- 1935:[43] Megyery Ella: Istenek, fáraók, emberek[44]
- 1936:[25] H. R. Knickerbocker: Vörös gazdálkodás – fehér jólét, fordította: Havas József[45]
- 1936: Agárdi Ferenc (Rátz Kálmán álnéven): Afrika ébred[46]
- 1938: Megyery Ella: Egy tavasz Marokkóban[47]
- 1939: Joachim v. Kürenberg: Háború a Földközi tengeren[48]
- 1940: Agnes Newton Keith: Amerre a szél jár. Élet a trópusokon, fordította: Kosáryné Réz Lola[49]
- ?: Gordon Maccreagh: Két év Brazilia őserdőiben, fordította: Fodor Erzsébet[50]
- ?: Gunther Plüschow: Vitorláson a csodák országába, fordította: Z. Tábori Piroska[51]
- ?: Megyery Ella: Franco Spanyolországában[18]
- ?: Székely László: Őserdőktől az ültetvényekig[52]

A sorozat tagjaként tüntették fel a többi kötetnél jóval nagyobb alakú (25 x 18 cm) H. W. Van Loon-féle általános földrajzi bevezetést (Nézz körül a Földön. A földrajz kistükre).

## Megjelenés más sorozatok részeként
- Székely László Őserdőktől az ültetvényekig című műve 1942-ben Süt a nap Szumatrán – tíz év Szumatra őserdőiben címmel ismét megjelent, ezúttal a Magyar kézbe magyar könyvet sorozat részeként.[54]